# Una joven con nomeolvides
Una joven con nomeolvides, anteriormente conocida como La princesa, es una pintura de Lucas Cranach el Viejo, fechada en 1526. Un ejemplo de retrato femenino de cuerpo entero, caracterizado por la ropa exquisita y ricamente decorada. La pintura se consideró una vez un retrato de la princesa Sibila de Cléveris, pero no hay pruebas suficientes para ello. Los rasgos, recurrentes en el trabajo de Cranach, que reflejan su ideal de belleza gótica, hacen que la mayoría de los investigadores consideren a la chica sosteniendo un nomeolvides como el retrato de una mujer ideal, sin una identidad estrictamente definida.
Se desconoce el lugar donde se creó la obra, ni su comitente. A partir de 1793, la pintura estuvo en la colección de Stanisław Kostka Potocki en Wilanów, inicialmente considerada obra de Lucas van Leyden. Hasta 1939 estuvo en las colecciones del museo del Palacio de Wilanów, luego fue depositado en el Museo Nacional de Varsovia, un año después fue robado por los nazis y llevado a Alemania. En 1945, la obra recuperada fue depositada nuevamente en el Museo Nacional de Varsovia, donde se exhibe.
Ante un fondo oscuro y neutro y sobre un suelo claro pedregoso, típicos de Cranach, se representa a una mujer joven, ligeramente girada de tres cuartos. Tiene tez pálida, cabeza redonda, cabello rizado rubio rojizo hasta los hombros, ojos oscuros ligeramente rasgados y cejas delicadamente subrayadas. Hay una leve sonrisa en su rostro. En su mano derecha enguantada sostiene un nomeolvides. La joven está vestida con un rico atuendo. Lleva un sombrero rojo y plano de ala ancha. El elegante vestido de terciopelo verde oscuro, con detalles dorados y rojos, y escote rectangular velado por una fina camisa, se caracteriza por un corte estilizado y ricos bordados. El esplendor aquí se complementa con el oro de las joyas en forma de gargantilla y dos collares diferentes.
El retrato representativo es uno de los principales temas abordados por Lucas Cranach el Viejo, y luego por sus hijos, Lucas y Hans, y su nieto Agustín. El estudio de la indumentaria es un elemento inseparable en su trabajo, pero el más mayor de los Cranach utilizó repetidamente una disonancia específica, generalizando los rasgos de las figuras pero reconstruyendo muy detalladamente los trajes característicos de las personas de las clases más altas, principalmente príncipes y nobles. Por esta razón, La joven con nomeolvides y otras personas nobles pintadas por Cranach a menudo dan la impresión de rigidez, pero siempre elegantes y presentando con orgullo su alta posición social. Debido al atributo que tiene en la mano derecha, los historiadores del arte interpretan a La joven de los nomeolvides como un retrato de compromiso, destinado al prometido que a su vez enviaba el suyo a ella.